# David Boly
David Boly, né le 22 janvier 2009 à Colombes, est un footballeur français qui joue au poste de Arrière droit au Paris Saint-Germain.

## Biographie

### Carrière en club
Né à Colombes en France, David Boly est formé par le Paris Saint-Germain, où il s'illustre d'abord en équipes de jeunes avec le club de championnat de France. À seulement 15 ans, il devient déjà un membre régulier de l'équipe des moins de 19 ans, en championnat,, et en Youth League.
Lors de la saison 2024-25, Boly est également cité par Luis Enrique comme un joueur du centre de formation suivi de près par rapport à une promotion en équipe première.

### Carrière en sélection
David Boly est international junior avec l'équipe de France des moins de 17 ans à partir de mars 2025.
Il est convoqué avec l'équipe de France des moins de 17 ans pour participer au Championnat d'Europe des moins de 17 ans qui a lieu en mai et juin 2025,. La France atteint la finale de la compétition après sa victoire face à la Belgique (3-2),.

## Palmarès
France -17 ans
- Championnat d'Europe
  - Finaliste en 2025